# Bagaceratopidae

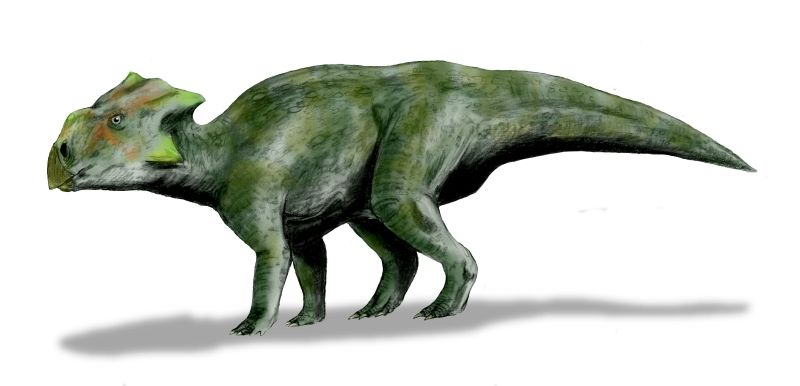
Bagaceratops

De Bagaceratopidae zijn een groep dinosauriërs, behorend tot de Neoceratopia.
In 2003 schiep de Russische paleontoloog Wladimir Alifanow een familie Bagaceratopidae teneinde twee nieuwe soorten neoceratopiërs die hij benoemd had, Lamaceratops tereschenkoi en Platyceratops tatarinovi, in één groep onder te brengen samen met de al bekende Bagaceratops rozhdestvenskyi en Breviceratops kozlowskii.
Een definitie als klade werd niet gegeven en Alifanow gaf de groep opzettelijk en expliciet de taxonrang van "familie"; het is dus niet zo dat slechts bij wijze van aansluiting aan een oude traditie een naam werd gegeven met een uitgang die voor families gebruikt werd. De diagnose beperkte zich niet tot synapomorfieën.
Alifanow ziet de Bagaceratopidae als de zustergroep van de Protoceratopidae; als we die laatste groep als een klade interpreteren — en volgens haar gangbare kladedefinitie — is dit feitelijk vrijwel onmogelijk. In 2008 benoemde hij ook Gobiceratops als een bagaceratopide. Alle onder de Bagaceratopidae gerangschikte vormen zijn kleine planteneters uit het late Krijt van Azië.